# Dessert
Cet article possède des paronymes, voir Désert et Dézert.
Pour les articles homonymes, voir Dessert (homonymie).

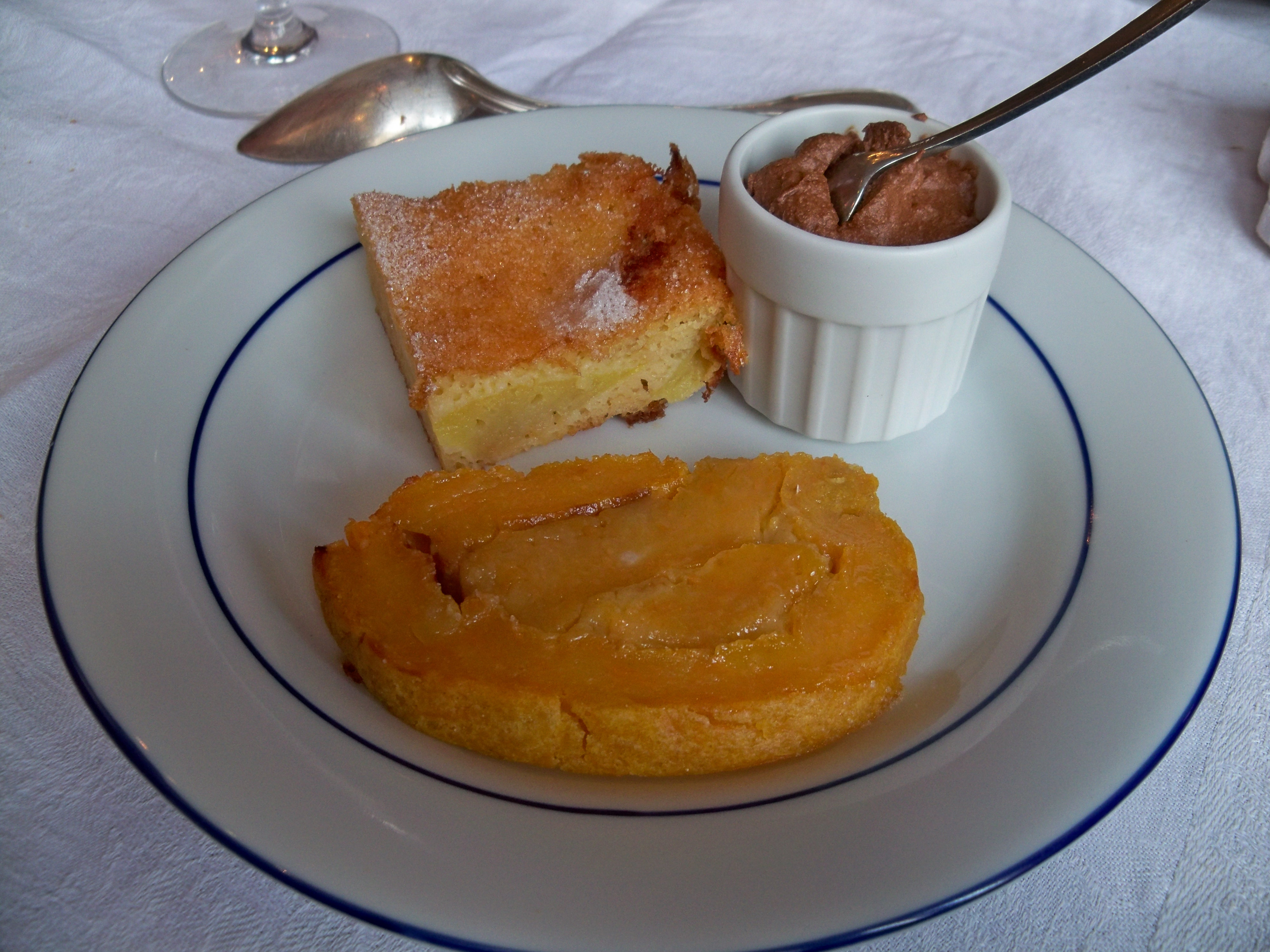
Trois desserts, servis dans un bistrot de pays.

Dans la culture occidentale moderne, le dessert est le dernier plat servi au cours d'un repas, typiquement composé d'aliments sucrés : fruits, pâtisseries, sorbets, flans, etc. Ils peuvent être consommés avec une fourchette ou avec une cuillère à dessert, d'une taille intermédiaire entre la cuillère à café et la cuillère à soupe. Dans une acception plus ancienne, le dessert comprenait aussi le fromage.

## Historique

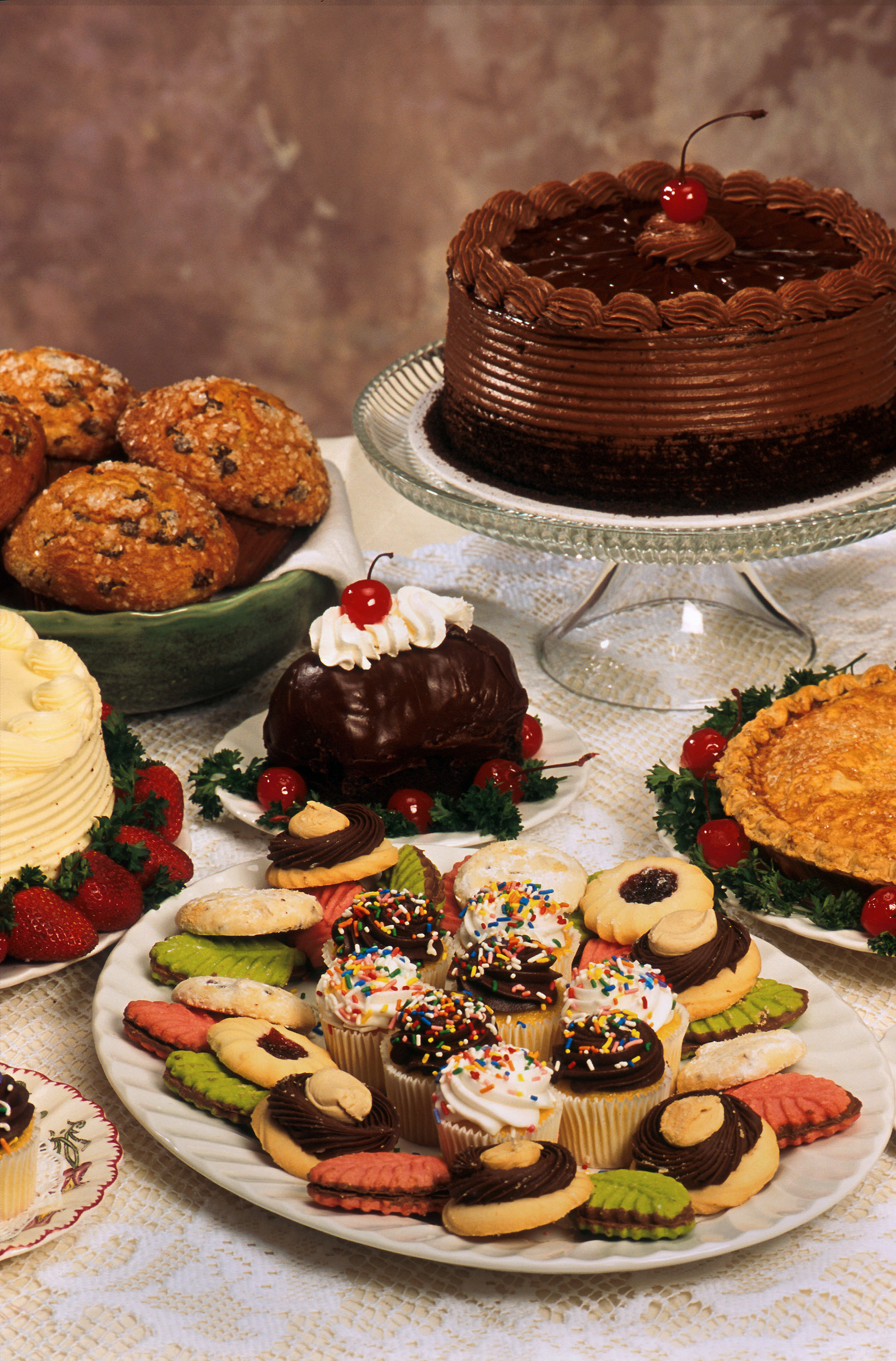
Diverses pâtisseries. La qualité d'un dessert tient aussi à sa présentation.

Dans les banquets du Moyen Âge, le dessert était un service qui pouvait se composer de plats sucrés aussi bien que de plats salés. Il ne clôturait pas le repas puisqu'il était suivi de deux autres services : l'issue de table et le boutehors.
Les premiers desserts étaient faits à partir de miel et de fruits séchés. Ce n'est qu'à partir du Moyen Âge, quand le sucre fut manufacturé, que les gens commencèrent à apprécier des desserts plus sucrés, mais ils étaient si chers qu'ils étaient réservés aux riches à certaines occasions spéciales. Les premières origines des desserts glacés, comme le sorbet, remontent au Moyen Âge, quand les rois demandaient de la glace fraiche aromatisée avec du miel ou un sirop de fruit.

## Étymologie et usage du terme
Étymologiquement, dessert, déverbal de « desservir », est l'action de desservir la table.
Au XVe siècle, cette dernière partie du repas était nommée "fruicterie". Ce n'est qu'au XVIIe siècle que le mot "dessert" fait réellement son apparition. Toutefois malgré un usage courant dans les livres de cuisine, les aristocrates préfèrent alors l'usage du mot "fruit" ou encore "four & fruit", jugeant "dessert" trop bourgeois.

## Liste de desserts par régions du monde

### Amérique Latine
La cuisine latino-américaine est très variée et diffère selon les pays. Parmi les desserts les plus communs l'on trouve le riz au lait, le gâteau aux trois laits, les tejas, le flan, les alfajores, la confiture de lait.

### Sud du continent africain
Le sud de l'Afrique n'est pas riche en recettes sucrées ; de simples fruits sont plutôt préférés. Quelques variations de puddings existent néanmoins tel que le cocoda amarela angolais inspiré de la cuisine portugaise.

### Sud de l'Asie
On trouve de nombreux desserts à base de noix de coco, riz, mangue et banane souvent aromatisés, par exemple au thé vert. Les portions sont assez grosses car ils constituent un en-cas à part entière.

## Liste de desserts par type

### Gâteaux
- Allahabadi cake (Inde)
- Allerheiligenstriezel (Autriche, Allemagne)
- Amandine (France)
- Angel cake (États-Unis)
- Angel food cake (États-Unis)
- Churro (Espagne et Portugal)
- Gâteau aux trois laits (Pérou)
- Pouding chômeur (Canada)

### Dessert à base de crème, mousse ou entremets
- Barre Nanaimo
- Bavaroise
- Berliner
- Bienenstich
- Bilo-bilo
- Bod Andy pie
- Boston cream donut
- Boston cream pie
- Bougatsa
- Charlotte
- Cheesecake
- Clafoutis
- Crème anglaise
- Crème aux légumes secs
- Crème pâtissière
- Crème de coco
- Crème saint-honoré
- Confiture de noix de coco ou Kaya
- Crème anglaise
- Crème brûlée
- Crème caramel
- CupCake
- Dessert lacté[6]
- Flan pâtissier
- Éclair
- Entremets
- Far breton
- Flanby
- Flapper pie
- Frangipane
- Galaktoboureko
- Île flottante
- Kissel
- Kogel mogel
- Kremna rezina
- Kremówka
- Krempita
- Krofne
- Malvern pudding
- Manchester tart
- Mató de Pedralbes
- Melktert
- Miguelitos
- Mille-feuille
- Mont-blanc
- Mousse au chocolat
- Natillas
- Neenish tart
- Pudding Ozark
- Pączki
- Pastel de nata
- Pio Quinto
- Pot de crème
- Profiterole
- Pudding
- Pudding à la banane
- Pudding au pain et au lait
- Pumpkin pie
- Queen of Puddings
- Quindim
- Rozata
- Salzburger Nockerln
- Skolebrød
- Soufflé
- Spotted dick
- St. Honoré
- Sweet potato pie
- Tarte à la Bouillie
- Tarte à la crème
- Tarte à la crème au beurre
- Tarte aux œufs
- Tarte normande
- Tarte au chocolat
- Tiramisu
- Torta de nata
- Treacle sponge pudding
- Trifle
- Vla
- Watalappam
- Zabaione
- Zeppole

### Sauces
- Brandy butter
- Chancaca
- Confiture de lait
- Crème anglaise
- Crème de fruit
- Custard
- Sauce à la cerise et au kirsch
- Sauce au caramel
- Sirop de chocolat

### Tartes
- Bakewell tart
- Charlotte
- Conversation tart
- Crostata
- Gizzada
- Gypsy tart
- Manchester tart
- Melktert
- Neenish tart
- Pastel de nata
- Tarte à l'ananas
- Tarte à la Bouillie
- Tarte à la crème
- Tarte à la mirabelle
- Tarte à la rhubarbe
- Tarte au beurre
- Tarte au caramel
- Tarte au citron
- Tarte au citron meringuée
- Tarte au chocolat
- Tarte au sucre
- Tarte aux œufs
- Tarte aux poires
- Tarte aux pommes
- Tarte aux questches
- Tarte normande
- Tarte Tatin
- Treacle tart

## Citations
« Un repas sans fromage est une belle à qui il manque un œil » Brillat-Savarin (dans la Physiologie du goût).
« Les actions éclat sont l'apanage des peuples qui, étrangers au plaisir de s'attarder à table, ignorent la poésie du dessert et les mélancolies de la digestion. » Emil Cioran (Syllogismes de l'amertume).